# Kazimierz Kropidłowski
Kazimierz Kropidłowski (ur. 16 sierpnia 1931 w Starogardzie Gdańskim, zm. 20 grudnia 1998) – polski lekkoatleta z czasów Wunderteamu, skoczek w dal.

## Kariera sportowa
Zawodnik SKS Starogard Gdański, Spójni Gdańsk, OWKS Zawisza Bydgoszcz, Spójni – Sparty Gdańsk, LKS Sopot, SLA Spójni Gdańsk i Startu Starogard. Olimpijczyk z Melbourne (1956 – 6. miejsce z wynikiem 7.30) i Rzymu (1960).
Największy sukces odniósł podczas mistrzostw Europy w Sztokholmie (1958) zdobywając srebrny medal (7,67 m). 2-krotny mistrz kraju na stadionie (1957, 1959) i dwukrotny w hali (1954, 1956) oraz 2-krotny rekordzista Polski w skoku w dal (do 7,82 m z 1959, wyniku, który był także jego rekordem życiowym). Był dwukrotnie notowany w rankingu światowym Track & Field News: 1958 – 5., 1959 – 7. Dwadzieścia trzy razy bronił barw narodowych w meczach międzypaństwowych. Po zakończeniu kariery sportowej prowadził w Starogardzie zakład krawiecki.
Na początku lat 80. XX w. uczył WF w Szkole Podstawowej nr 17 w Warszawie przy ul. Zwycięzców.
Pochowany na cmentarzu komunalnym w Starogardzie Gdańskim.

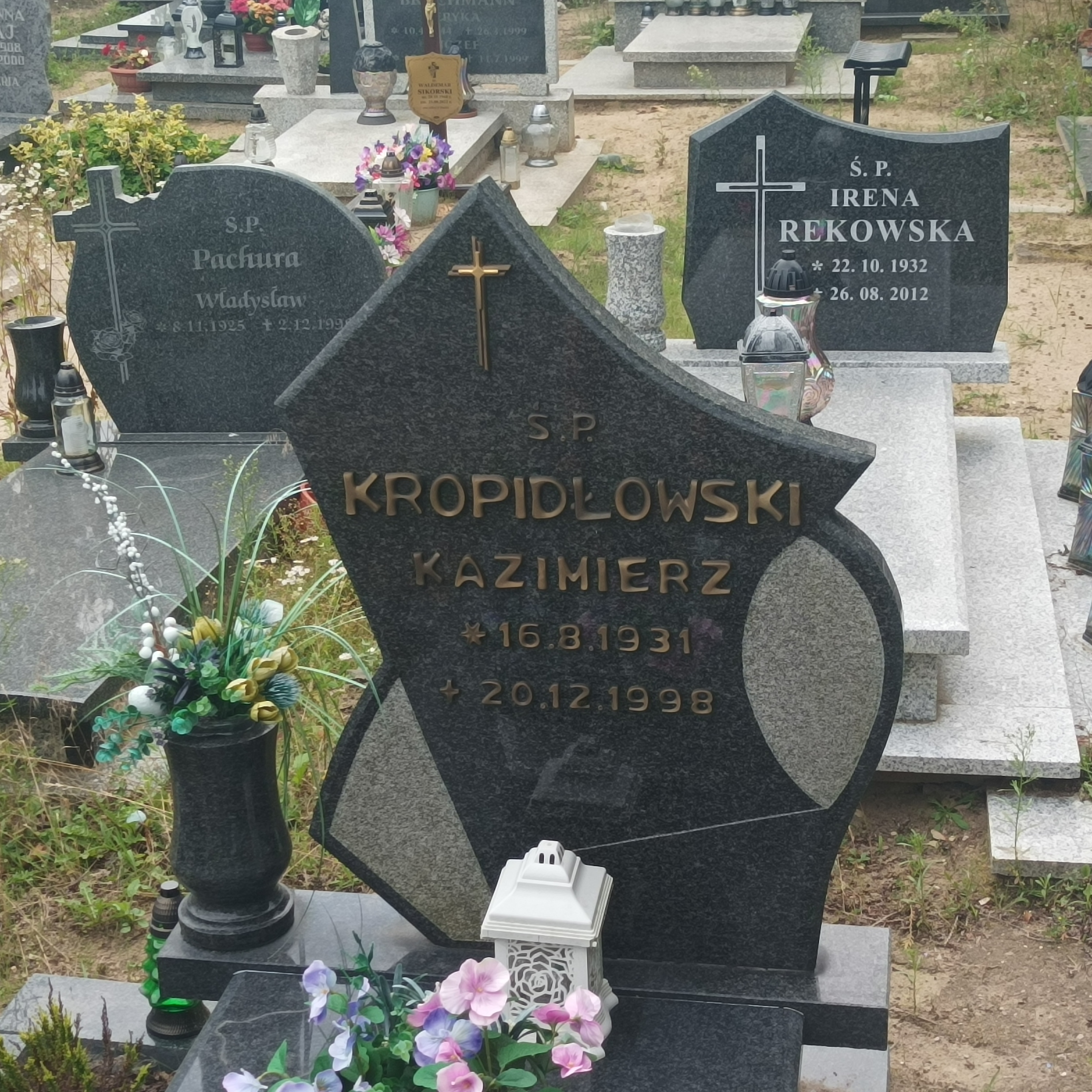
Grób Kazimierza Kropidłowskiego na cmentarzu komunalnym w Starogardzie Gdańskim

mały